# Diego Van Looy
Pour les articles homonymes, voir Van Looy.
Diego Van Looy né le 1er novembre 1990 à Malines en Belgique est un triathlète professionnel vainqueur de l'Embrunman en 2018. Il est le premier triathlète belge à inscrire son nom au palmarès de l'épreuve internationale. Il remporte le titre de  champion du monde de duathlon longue distance en 2019.

## Biographie
Diego Van Looy remporte la 35e édition de l'Embrunman, épreuve à laquelle il participe pour la première fois. Gérant sa natation et réalisant un vélo de bon niveau qui le place toutefois à quinze minutes de la tête de course au départ du marathon. Il réalise une remontée exceptionnelle lors de cette dernière épreuve en établissant un nouveau record de l'épreuve en 2 h 44 min 22 s et reprend tous ses prédécesseurs pour passer la ligne d'arrivée victorieusement. Cette victoire est la première d'un triathlète belge sur la compétition générale, seule sa compatriote Tine Deckers a réussi à se hisser sur la plus haute marche du podium féminin en 2017,.
En 2019, il participe au championnat du monde de duathlon longue distance organisé par la Fédération internationale de triathlon et dont le support est le Powerman Duathlon de Zofingen, il remporte l'épreuve devant le Suisse Jens-Michael Gossauer qui ne peut suivre le rythme imposé par le Belge sur la seconde course à pied. Il devient champion du monde de cette spécialité étant le 5e Belge à remporter le titre mondial.

## Palmares
| Année | Compétition                                                        | Pays   | Position      | Temps           |
| ----- | ------------------------------------------------------------------ | ------ | ------------- | --------------- |
| 2019  | Championnat du monde de duathlon longue distance Powerman Duathlon | Suisse | Médaille d'or | 6 h 14 min 29 s |
| 2018  | Embrunman                                                          | France | Médaille d'or | 9 h 45 min 54 s |